# سولانج فيرنيكس
سولانج فيرنيكس (بالفرنسية: Solange Fernex) (15 أبريل 1934 – 11 سبتمبر 2006) كانت ناشطة بيئية وسلمية، وسياسية. كانت واحدة من رواد الحركة البيئية في أوروبا، وساعدت في تأسيس حزب الخضر الفرنسي، وكانت عضوًا في البرلمان الأوروبي لمدة خمس سنوات.
دافعت عن مجموعة كبيرة من القضايا تتضمن اللاعنف، والسلام العالمي، ونزع السلاح النووي، والطاقة البديلة، والنسوية. في عام 2019، سُمّيت مدرسةٌ في مسقط رأسها في ستراسبورغ باسم فيرنيكس تيمنًا بها.

## السنوات المبكرة
وُلدت فيرنيكس في ستراسبورغ، فرنسا. توفي والدها عندما كانت في السادسة، عندما كان جنديًا فرنسيًا يقاتل في الحرب العالمية الثانية. قالت في وقت لاحق إن هذا حرّضها على الالتزام باللاعنف.
التقت بالطبيب الفرنسي ميشيل فيرنيكس في أثناء دراستها البيولوجيا في الكلية، وقد كان متخصصًا بأمراض المناطق المدارية. بعد ذلك تزوجا وانتقلا إلى أفريقيا، حيث أنجبا اثنين من أبنائهما الأربعة. بعد أن عادا، عاشا في منزل ريفي قديم في بيدرتال قرب الحدود السويسرية، وهناك أقاما نظام الطاقة الشمسية، وربّيا عائلتهما.

## النشاط الأخضر
أسست فيرنيكس عند عودتها إلى فرنسا فرعًا من مجموعة الإغاثة العالمية الثالثة، أرض الرجال «تير ديزوم». عملت للحفاظ على المنازل التاريخية، وتساعدت مع حركة «الاستيطان العشوائي» للاحتجاج بنجاح على معمل الرصاص المقترح على نهر الراين، بالإضافة إلى مصنع كيميائي قريب. انضمت أيضًا إلى الناشطين في الاعتراض على منشآت توليد الطاقة النووية، بما في ذلك المنشأة المخطط لها في فيل في جنوب غرب ألمانيا، حيث كانت تخيّم ضمن جماعة محتجين قرب الموقع.
في عام 1977، انتُخبت فيرنيكس عضوًا في مجلس المدينة وبقيت ناشطة فيه لمدة 24 عامًا. في عام 1979، قادت الحركة السياسية «الإيكولوجيا الأوروبية» في الانتخابات الأوروبية الأولى لجماعة البيئية، وحصلت على 4.39 بالمئة من المجموع الكلي للأصوات الذي بلغ 888,134 صوتًا في فرنسا. أسست في نفس العام منظمة السلام التي تقودها النساء تحت اسم «نساء من أجل السلام»، والتي ترأستها حتى عام 1996.
في عام 1983، شاركت في حملة الصوم من أجل الحياة، إذ امتنعت عن الطعام لمدة 28 يومًا في باريس من أجل نزع السلاح النووي. في العام التالي، شاركت في تأسيس حزب الخضر رفقة أنطوان فيشتر. كانت المنظم الرئيسي لـ«مسيرة الشعب – رحلة من أجل الحياة»، وهي مسيرة سلمية عابرة للقارات من الولايات المتحدة إلى روسيا، غطّت 7,000 ميل بين عامي 1984 و1985.

## تشيرنوبل، البرلمان الأوروبي، السنوات الأخيرة
بعد حادثة تشيرنوبل النووية في عام 1986، كثّفت فيرنيكس جهودها لمساعدة ضحايا الإشعاع. أسست وزوجها في ما بعد مؤسسة أطفال تشيرنوبل، وركزت على الضحايا من فئة الشباب. لطالما قالت إن السلطات استخفت بعدد الضحايا بشكل كبير.
في عام 1989، فازت فيرنيكس بانتخابات البرلمان الأوروبي، وكانت ممثلة لحزب الخضر في فرنسا حتى عام 1994. بصفتها رئيسة لجنة الزراعة وعضو في اللجنة الفرعية لمصائد الأسماك، ضغطت على قوانين الزراعة العضوية لتحديد كيفية استخلاص شهادة طعام عضوي.
بين عامي 1995 و2003، ترأست فيرنيكس الفرع الفرنسي للاتحاد الدولي النسائي للحرية والسلام. كانت أيضًا نائبًا لرئيس المكتب الدولي للسلام في جنيف لمدة أربع سنوات في تسعينيات القرن العشرين. في عام 2001، حصلت على جائزة المستقبل الخالي من الأسلحة النووية من مؤسسة في ألمانيا بسبب عملها طيلة حياتها ضد الأسلحة النووية.

## موتها وإرثها
أُصيبت فيرنيكس بالسرطان في عام 2003، ما تسبب بتقليل نشاطاتها. تُوفيت في 11 سبتمبر عام 2006 في بيدرتال. كتبت كتابًا حول عملها، حياة من أجل حياة. أنتجت شركة الإنتاج الفرنسية «دورا فيلمز» فيلمًا وثائقي عنها في عام 2014 سُمّي ذا ليتل سبارك.